# 藤枝郵便局
藤枝郵便局（ふじえだゆうびんきょく）は静岡県藤枝市にある郵便局。民営化前の分類では集配普通郵便局であった。

## 概要
住所：〒426-8799 静岡県藤枝市青木三丁目6-18
1871年（明治4年）の郵便制度発足にあたり東海道の各宿場に設けられた郵便取扱所を前身とする、日本で最も歴史ある郵便局の一つである。以降現在に至るまで、藤枝の郵便事業の中心的な役割を果たし続けている。

### 分室
分室はなし。過去に存在した分室は以下のとおり。
- 青島分室 - 1951年（昭和26年）に廃止された。

## 沿革

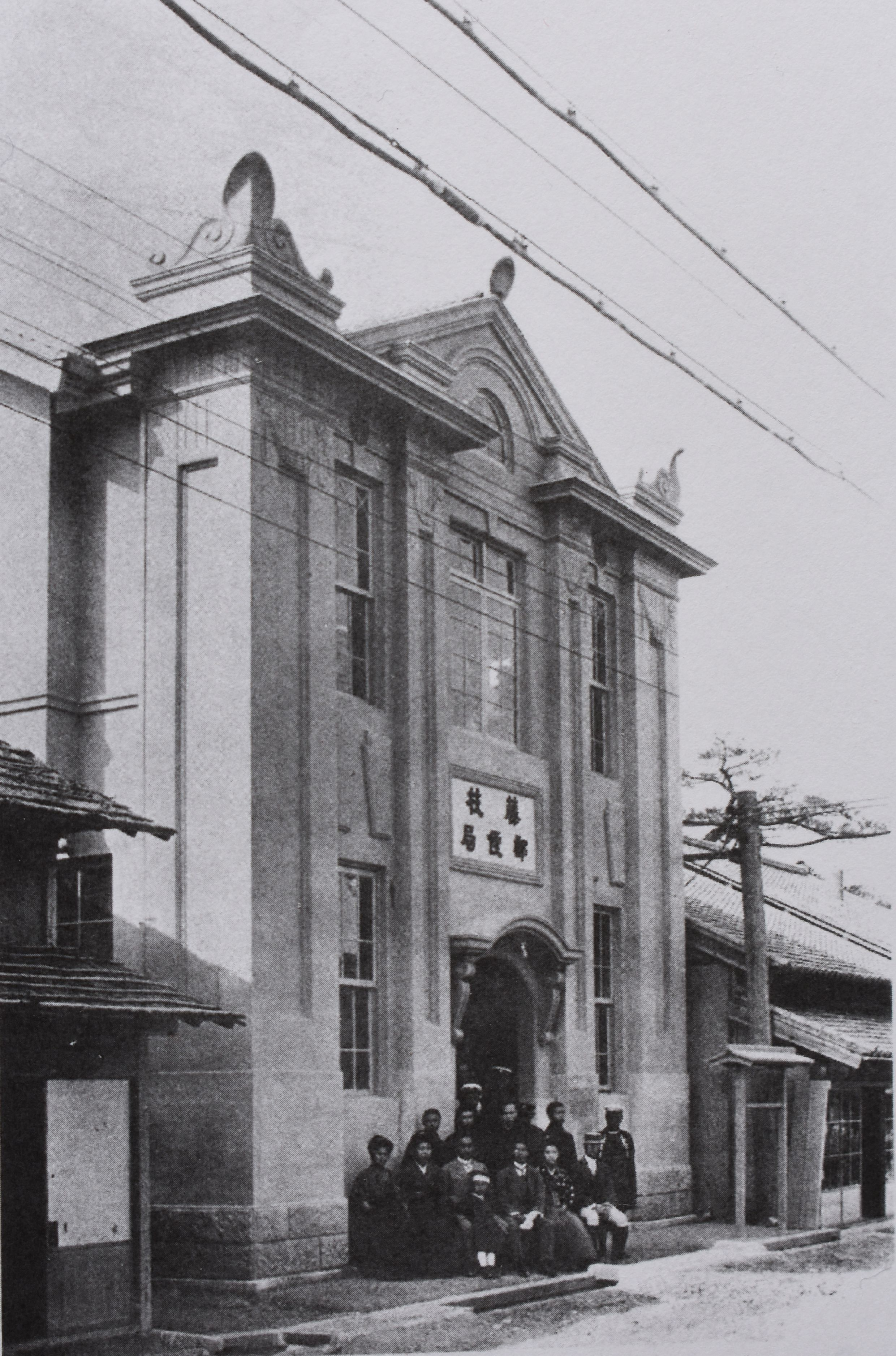
大正2年（1913年）移転新築された「藤枝郵便局」

- 1871年4月20日（明治4年3月1日） - 日本の近代郵便制度の創設とともに藤枝郵便取扱所として志太郡藤枝宿大字益津字上伝場88番地に開設[2]。
- 1873年（明治6年） - 藤枝郵便役所となる。
- 1875年（明治8年）1月1日 - 藤枝郵便局（四等）となる。同年、為替取扱を開始。
- 1879年（明治12年） - 貯金取扱を開始。
- 1880年（明治13年）11月15日 - 藤枝電信局、志太郡藤枝宿大字鬼岩寺上伝場221番地に開設。
- 1885年（明治18年）12月28日 - 藤枝町大字白子277番地に郵便局舎移転。
- 1891年（明治24年）10月1日 - 郵便局、電信局併合、藤枝郵便局となる。
- 1897年（明治30年）6月3日 - 藤枝町市部74番地に移転。
- 1903年（明治36年）4月1日 - 通信官署官制の施行に伴い藤枝郵便局改称。
- 1907年（明治40年）12月26日 - 電話所設置。
- 1908年（明治41年）5月16日 - 特設電話交換事務開始。
- 1912年（明治45年）2月12日 - 局舎類焼のため藤枝町177番地に移転。
- 1913年（大正2年） - 本町177番地（白子）に移転、局舎が完成。
- 1941年（昭和16年）
  - 2月1日 - 特定郵便局となる。
  - 11月30日 - 青島郵便局と合併。
- 1945年（昭和20年）12月1日 - 特定郵便局から普通郵便局に局種別改定[3]。志太郡青島町に青島分室を設置[4]。青島分室を青島町町大字前島に設置。
- 1949年（昭和24年）6月 - 藤枝郵便局、藤枝電報電話局と分離。
- 1951年（昭和26年）2月1日 - 青島町大字青島字芝田3084番地に新築移転、青島（あおじま）郵便局に改称[5][6]。青島分室を廃止[7]。
- 1954年（昭和29年）4月1日 - 藤枝郵便局に改称[6]。
- 1956年（昭和31年）9月21日 - 電話通話および和文電報受付事務の取扱を開始[8]。
- 1978年（昭和52年）2月8日 - 藤枝市青木三丁目6-18に新築移転。
- 1998年（平成10年）9月1日 - 外国通貨の両替および旅行小切手の売買に関する業務取扱を開始。
- 2007年（平成19年）10月1日 - 民営化に伴い、併設された郵便事業藤枝支店に一部業務を移管。
- 2012年（平成24年）10月1日 - 日本郵便株式会社発足に伴い、郵便事業藤枝支店を藤枝郵便局に統合。

## 取扱内容
- 郵便、印紙、ゆうパック、内容証明
- 貯金、為替、振替、振込、国際送金、外貨両替・トラベラーズチェック、国債、投資信託
- 生命保険、バイク自賠責保険、自動車保険、変額年金保険、がん保険、引受条件緩和型医療保険
- ゆうゆう窓口
- 「426-00xx」区域（藤枝市の一部）集配業務
- ゆうちょ銀行ATM

## 周辺
- 藤枝税務署
- 藤枝駿府病院
- 国道1号

## アクセス
- JR東海道本線 藤枝駅から北東へ約900m（徒歩約10分）
- しずてつジャストライン 青木一丁目停留所下車
- 東名高速道路 焼津ICから南西へ約6km、藤枝バイパス 谷稲葉ICから南東へ約3km
- 駐車場あり：30台